# Aeropuerto Nacional de Chilpancingo
El Aeropuerto Nacional de Chilpancingo o Aeródromo Doctor Alfonso G. Alarcón (Código OACI: MMCH - Código DGAC: CHG), es un aeródromo situado en la ciudad de Chilpancingo, Guerrero, México.  El aeropuerto es utilizado principalmente por la aviación general, ya que actualmente no existen compañías aéreas nacionales que operen en el aeropuerto.

## Información
El 10 de octubre de 1955 fue nombrado como "Dr. Alfonso G. Alarcón" por el gobernaor interino de Guerrero Darío L. Arrieta Mateos. Durante esa década y principios de los años 60, Aerolíneas del Sur opera una ruta entre el Aeródromo de Chilpancingo y el Aeropuerto de Puebla con escalas en la actualmente inexitente Aeropista de Tlapa, el Aeródromo de Huamuxtitlán, Olinalá, Alcozauca, Tlalixtaquilla  y Malinaltepec.
En el Aeropuerto de Chilpancingo se encuentran basadas 8 aeronaves de las cuales son 3 de ala fija y 5 de ala rotativa. 7 de las 8 aeronaves basadas en CHG son operadas por el gobierno del Estado de Guerrero.

## Accidentes e incidentes
- El 3 de agosto de 2001 la aeronave Cessna 182 de la Fuerza Aérea Mexicana con matrícula 5432 se estrelló en un domicilio particular al no lograr elevarse después de despegar del aeropuerto de Chilpancingo. En el accidente murió al instante el piloto de la aeronave y el copiloto resultó gravemente herido y posteriormente murió.[2]

- El 15 de enero de 2002, la aeronave de Havilland Canada DHC-6 Twin Otter 300 con matrícula XC-FIT perteneciente a la PGR y procedente de Ciudad de México, sufrió una ponchadura de llanta al aterrizar a las 8:25 AM, lo que provocó que la aeronave se despistara hasta chocar con un muro perimetral de hormigón para después incendiarse, el accidente dejó 3 muertos y 14 heridos.[3][4][5]

- El 16 de agosto de 2003 una aeronave Piper PA-28-140 Cherokee con matrícula N1647J procedente del Aeropuerto Internacional de Acapulco que aterrizó para repostar en el Aeropuerto de Chilpancingo se estrelló contra árboles en un parque de diversiones durante su despegue de este último aeropuerto hacia el Aeropuerto de Cuernavaca, matando a un pasajero y dejando heridos al piloto y a otro pasajero.[6]

- El 14 de abril de 2010, la aeronave Cessna T303 Crusader con matrícula XA-RVC, procedente de Zihuatanejo se despistó al intentar aterrizar de emergencia en Chilpancingo, chocando con un muro de protección del aeropuerto, dicho percance se atribuyó a un viento de cola. En la aeronave viajaban los entonces alcaldes de Zihuatanejo y Petatlán Alejandro Bravo Abarca y Alvino Lacunza Santos, los cuales acudían a una reunión política del PRI. Los 2 pilotos y los alcaldes resultaron ilesos.[7][8]

- El 27 de abril de 2018 una aeronave Rockwell 690C Turbo Commander Jetprop 840 con matrícula XC-LIM perteneciente al Gobierno del Estado de Guerrero y procedente del Aeropuerto de Chilpancingo tuvo un colapso en el tren de aterrizaje de nariz y el tren de aterrizaje izquierdo lo que provocó que derrapara por la pista mientras aterrizaba en el Aeropuerto de Zihuatanejo. Ninguno de los dos tripulantes resultó herido, sin embargo provocó que al menos tres vuelos sufrieran afectaciones en sus intinerarios.  La aeronave tenía el propósito de ser utilizada para trasladar al secretario de turismo estatal hacia el Aeropuerto Internacional de Acapulco.[9][10]

### Galería de fotos

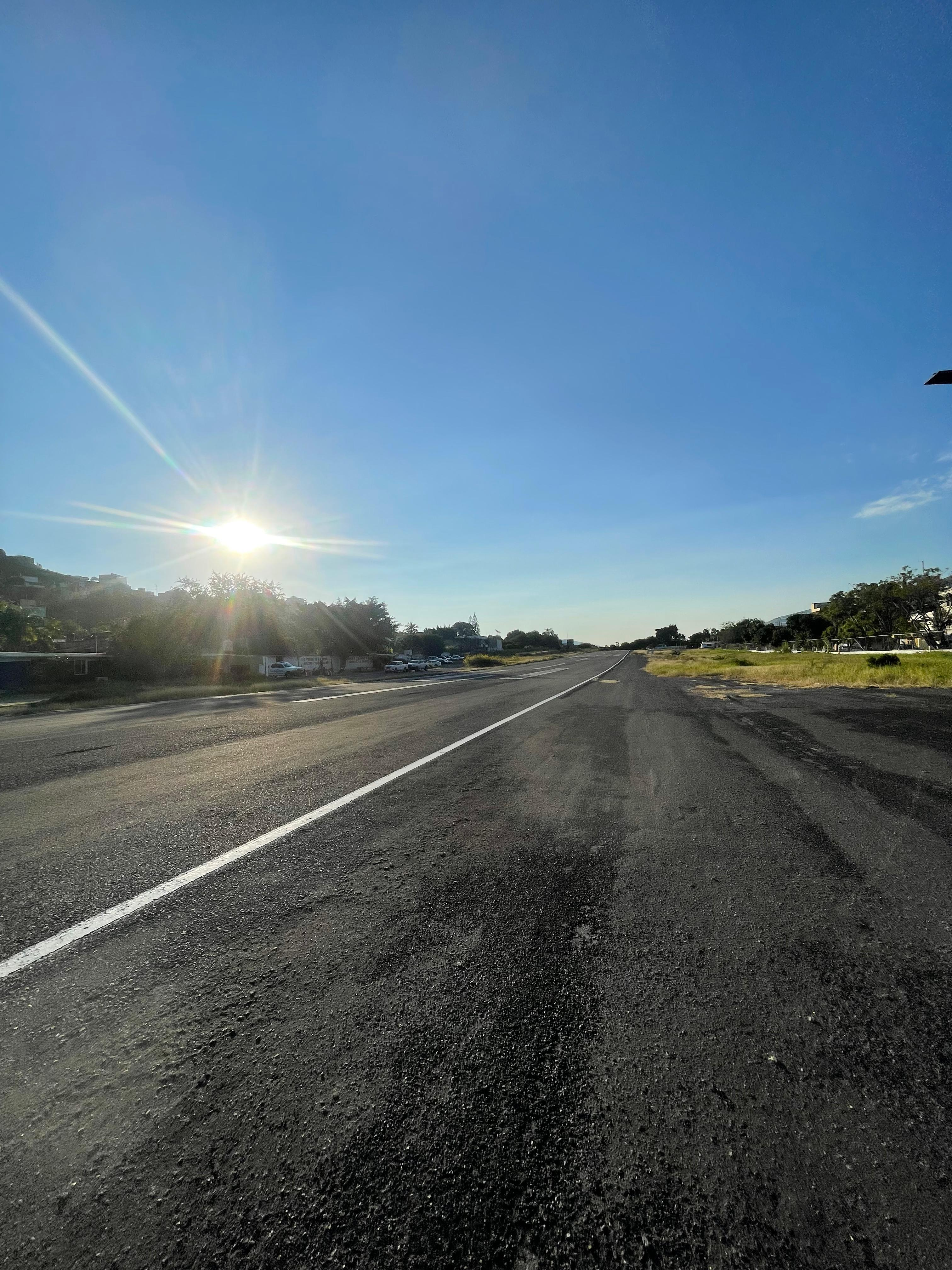
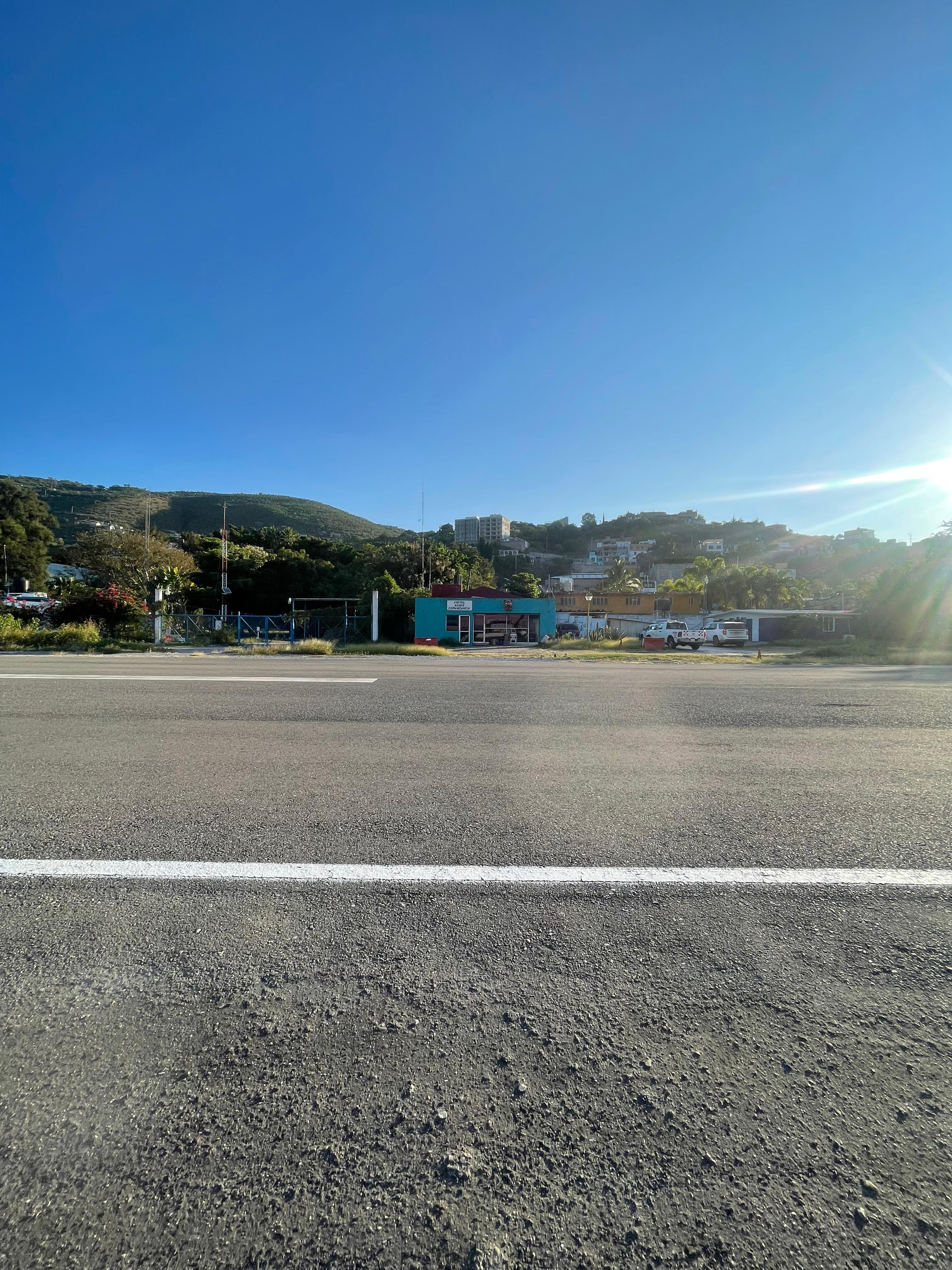
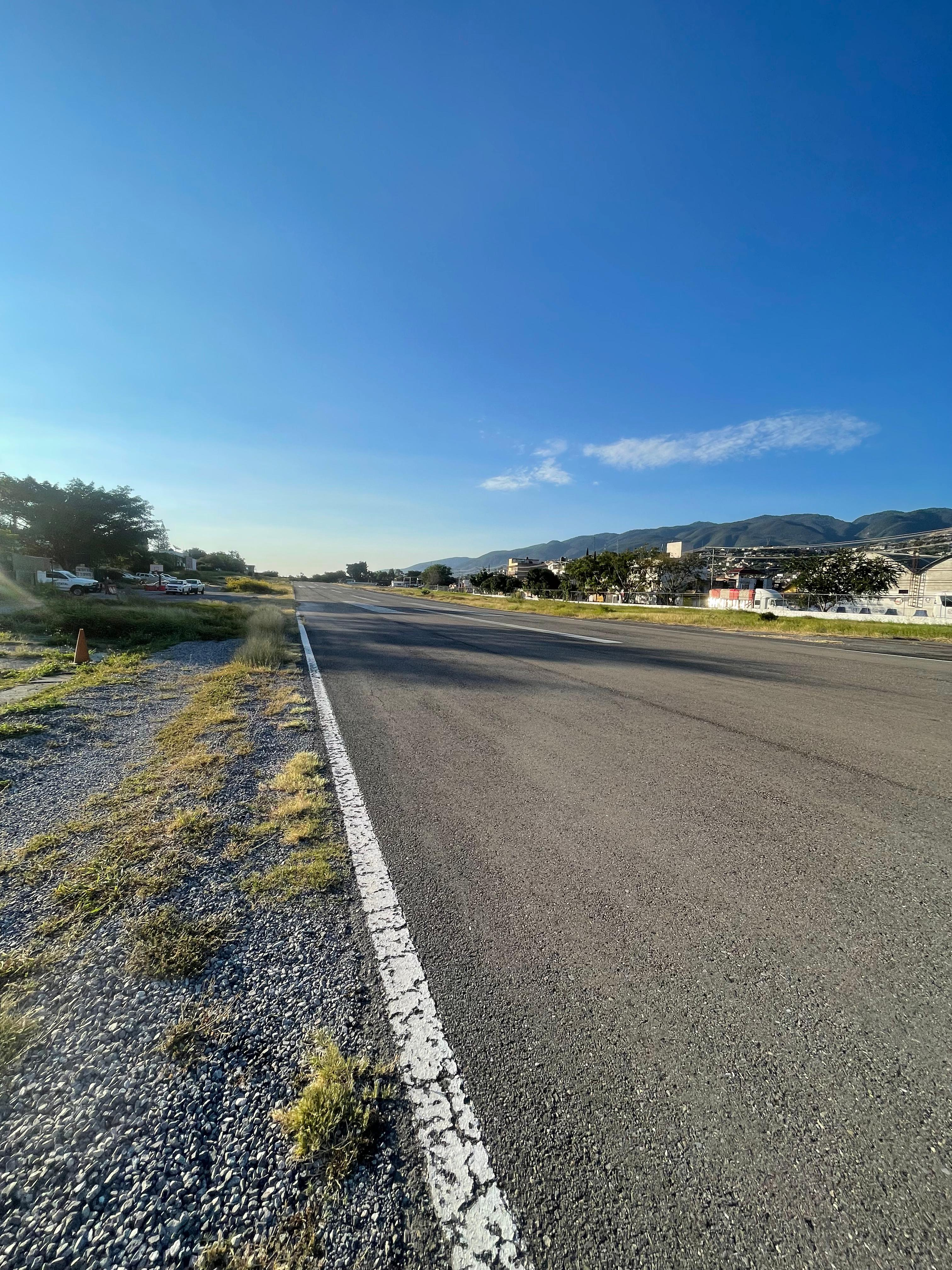
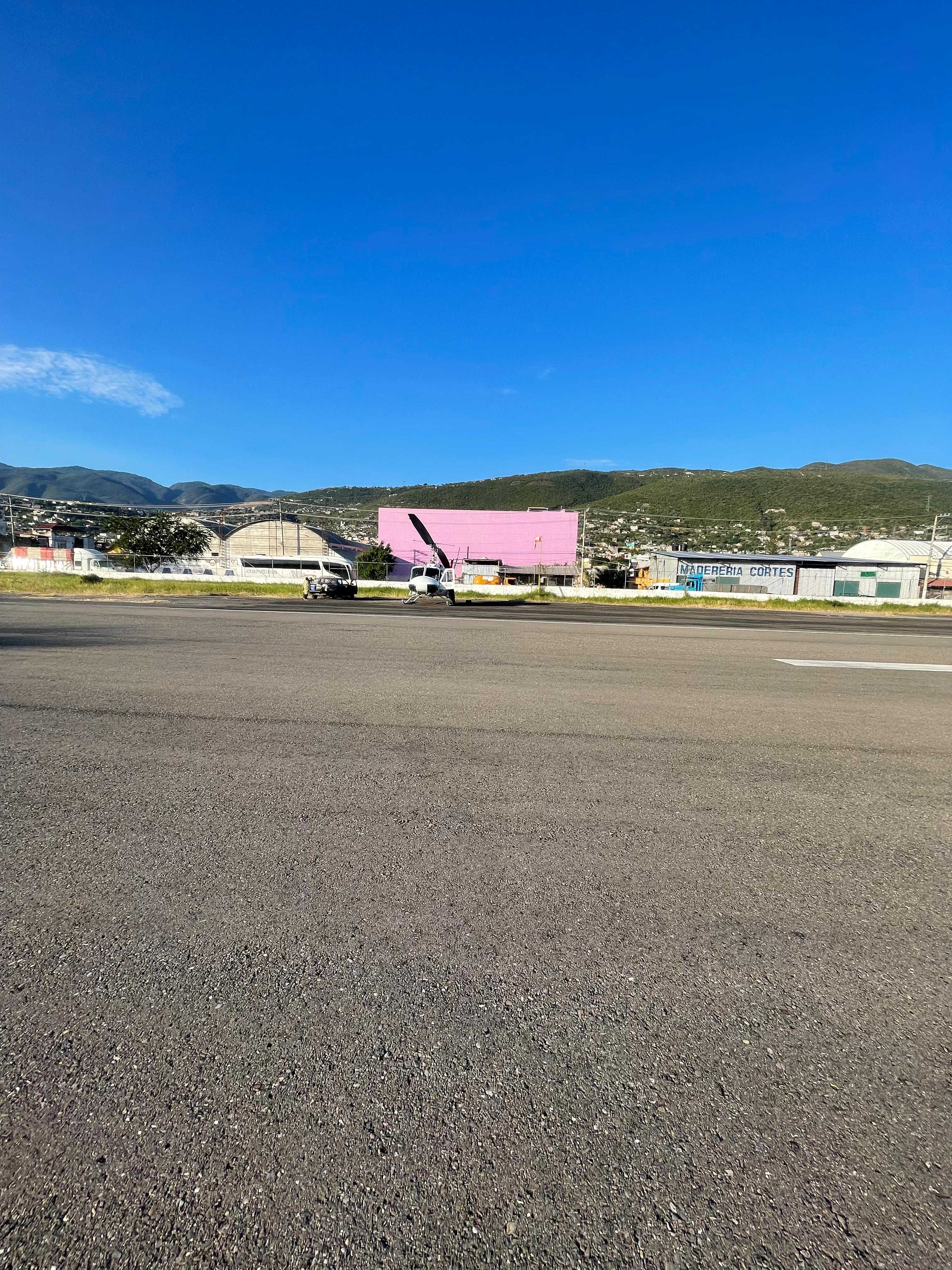